# Loxokalypus
Loxokalypus är ett släkte av bägardjur. Loxokalypus ingår i familjen Loxokalypodidae.
Loxokalypus är enda släktet i familjen Loxokalypodidae.
Kladogram enligt Catalogue of Life:
| Loxokalypus | \| \| Loxokalypus pedicellinoides \| \| \| \| \| \| Loxokalypus socialis \| \| \| \| |
|             | \| \| Loxokalypus pedicellinoides \| \| \| \| \| \| Loxokalypus socialis \| \| \| \| |
|             | Loxokalypus pedicellinoides                                                          |
|             |                                                                                      |
|             | Loxokalypus socialis                                                                 |
|             |                                                                                      |